# Vanguard 1C
Vanguard 1C – amerykański satelita naukowy, pierwsza udana misja sztucznego satelity Ziemi z serii Vanguard. Statek tego typu miał być pierwszym amerykańskim satelitą, jednak opóźnienia w realizacji programu (nieudane starty dedykowanych rakiet Vanguard), sprawiły, że pierwszy był Explorer 1. Vanguard 1C jest najstarszym obiektem pozostającym na orbicie okołoziemskiej. Był amerykańskim wkładem w Międzynarodowy Rok Geofizyczny.
Vanguard 1C wypełnił wszystkie powierzone mu cele naukowe i inżynieryjne – zademonstrował możliwości trójstopniowej rakiety nośnej oraz wykazał, że Ziemia nie jest idealną kulą, co przypuszczano już wcześniej. Niedługo później przerwano jednak projekt budowy rakiet Vanguard – aż 8 z 11 startów z satelitami zakończyło się niepowodzeniem.
Pierwotne przewidywania wskazywały, że satelita utrzyma się na orbicie przez około 2000 lat, ale ciśnienie promieniowania słonecznego i górne warstwy atmosfery silnie oddziałują na statek, powodując skrócenie żywotności orbity do około 240 lat. Nadajnik zasilany akumulatorem zamilkł w czerwcu 1958 roku. Ostatni sygnał z nadajnika zasilanego z baterii słonecznych odebrano w maju 1964 (w Quito, w Ekwadorze). Później satelitę śledzono optycznie (miał jasność 12 do 15 magnitudo).
Koszt budowy statku wyniósł 125 tys. USD (według kursu z 1957). Zbudowany został przez Bell Laboratories i Naval Research Laboratory.

## Oznaczenia
Vanguard 1C często jest oznaczany po prostu numerem 1. Wynika to z dwóch wcześniejszych nieudanych prób wystrzelenia satelitów z tej serii. Poprzednie modele, które uległy zniszczeniu przyjmuje się oznaczać jako Vanguard 1A (nazwany przez media Kaputnik) i Vanguard 1B.

## Budowa i działanie

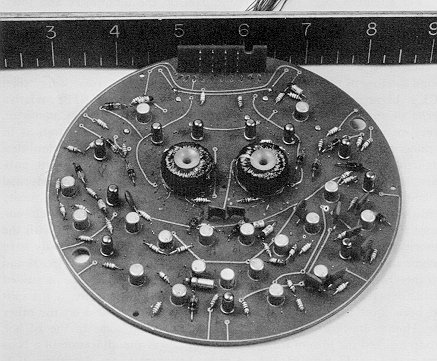
Płytka drukowana z elementami elektronicznymi satelity Vanguard

Wykonany z aluminium. Z kulistego korpusu wystawało sześć krótkich anten. Korzystały z nich dwa nadajniki radiowe:
- Nadajnik radiowy 108 MHz; 10 mW; zasilany z rtęciowej baterii chemicznej
- Nadajnik radiowy 108,03 MHz; 5 mW; zasilany z sześciu ogniw słonecznych

Nadajniki wykorzystywano do namierzania statku i przesyłania danych telemetrycznych, a w celach naukowych, do pomiaru ilości elektronów między statkiem a stacją naziemną. Vanguard posiadał również dwa termistory mierzące temperaturę wewnątrz statku, przez okres 16 dni. Okazało się, że jest ona wyższa niż wynikało z obliczeń.
Wyniki naukowe uzyskane dzięki obserwacji lotu satelity odnoszą się głównie do poprawek współrzędnych geograficznych niektórych wysp na Oceanie Spokojnym i zwiększeniu dokładności danych dotyczących kształtu Ziemi.